# Dittico di Melun
Il Dittico di Melun è un dipinto su tavola attribuito a Jean Fouquet, databile al 1450-1455 circa e oggi smembrato. Lo scomparto sinistro, con Etienne Chevalier presentato da santo Stefano (93×85 cm) si trova nella Gemäldegalerie di Berlino, mentre lo scomparto destro con la Madonna del latte in trono col Bambino (91,8×83,3 cm) si trova al Koninklijk Museum voor Schone Kunsten di Anversa. Ne faceva parte anche un medaglione a smalto con l'Autoritratto di Jean Fouquet (diametro 6 cm), oggi al Louvre.

## Storia
L'opera risale a dopo il rientro di Jean Fouquet in Francia in seguito al viaggio in Italia (entro la prima metà del 1448). In quel periodo entrò alla corte di Carlo VII, lavorando sia per il sovrano che per i suoi più alti dignitari. Per il tesoriere Etienne Chevalier miniò un Libro d'Ore oggi al Museo Condé di Chantilly, ma soprattutto dipinse il dittico, considerato il suo capolavoro. L'opera venne commissionata per un altare della collegiata di Melun, eretto in memoria di Agnès Sorel, amante di Carlo VII e morta nel 1450, di cui il committente era esecutore testamentario. Forse nella Vergine si cela proprio il ritratto di Agnes Sorel. La realizzazione non dovette procedere oltre il 1455, quando il pittore si dedicava verosimilmente ad altre opere.

## Descrizione e stile

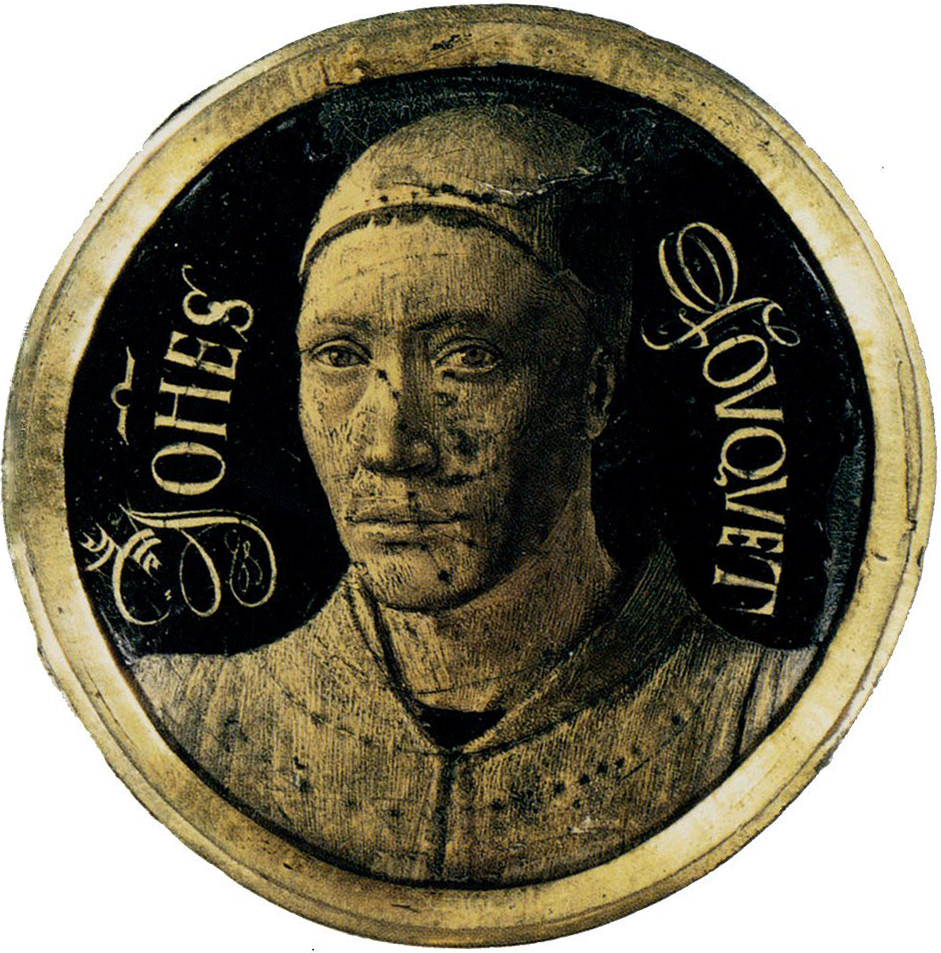
Autoritratto di Jean Fouquet in miniatura (diam. 7,5 cm) che costituiva la "firma" del dittico, oggi conservato al Louvre.

Il pannello di sinistra mostra Etienne Chevalier in ginocchio presentato da santo Stefano (riconoscibile per l'abito diaconale e la grossa pietra che tiene sul libro), suo patrono, alla Vergine, ritratta nello scomparto seguente. La scena "terrena" dei due personaggi è ambientata in una chiesa, con specchiature marmoree che richiamano l'architettura rinascimentale italiana. Sullo spigolo della base del pilastro a sinistra è iscritta parte del nome del committente "[Cheval]ier Estienn[e]".
Il pannello di destra mostra invece la Vergine in trono che scopre un seno per allattare il Bambino, circondata da uno stuolo di cherubini blu e serafini rossi (i loro colori richiamano rispettivamente la sapienza e l'amore di Dio), che riempiono tutto lo sfondo.
Nonostante le differenze di impaginazione, che creano un effetto di frattura, le due parti hanno in comune alcune rispondenze comuni. La prospettiva del pannello sinistro converge esattamente sotto il mento della Vergine e tutte le figure dei due gruppi sono comprese entro un arco di cerchio.
Molti sono gli elementi di commistione fra tradizione italiana e mondo transalpino, per i quali Jean Fouquet fu una figura di incontro e fusione. Le figure del committente e del patrono sono grandiose e individuate con incisività, secondo la tradizione della statuaria gotica del nord Europa, mentre l'ambiente in cui si trovano rimanda ad esempi italiani. I ritratti di tre quarti curati fin nei più minuti dettagli, ricordano la lezione del fiammingo Jan van Eyck. La Madonna invece è impostata su una composizione piramidale, memore delle opere italiane, così come è ispirata al Rinascimento fiorentino la sintesi geometrica delle sue forme (volto ovale, seno sferico), che paiono intagliate nell'avorio, la posa e la robustezza del Bambino. La luce studiata analiticamente, come nelle gemme del trono e della corona, e il gusto per la linea di contorno sono invece caratteristica di marca più prettamente nordica.
Generalmente assimilata alla serie delle Madonne del Latte, l'espressione e la postura della Vergine richiamano piuttosto, in questo caso, le Maestà del Medio Evo francese: fino all'inizio del '900, infatti, la Madonna era venerata come Regina di Francia, in quanto protettrice del Regno.
La Madonna del latte in trono col Bambino risulta essere una figura plastica, dalle forme tornite e sode, illuminata da una luce fredda. Una Madonna in veste di regina con una corona riccamente ornata. Osservandola attentamente ci si accorge che non ha i capelli o forse li ha rasati per far emergere la grande testa cerchiata di nero e leggermente allungata e che sembra quasi quella di un manichino. Una figura scultorea, non marmorea, bensì plastica. L'artista vuole mostrare ciò che la Madonna aveva di più bello, e perciò scopriva abbondantemente oltre alle spalle e il petto, la mente. I cherubini blu e serafini rossi sembrano degli oggetti monocolore inanimati, dei veri manichini privi di particolari e sfumature, si dispiegano in campiture piatte e coronano ancora una volta il soggetto. La Madonna, riservata, sotto le luci dei riflettori del mondo, con piena sfrontatezza mostra il suo bel seno rigonfio di latte. Il suo volto ha la dolcezza tipica della Vergine ma anche la consapevolezza dell'essere donna vanitosa, raffinata, elegante ed intelligente. Il bambino, pallido e assorto, indica col dito qualcosa. La sua espressione plastica si staglia dal fondo piatto, dove sono rappresentati i cherubini blu e i serafini rossi che sembrano sconcertati. Non vi è alcun legame affettuoso tra la madre e il figlio che posano in una compostezza surreale. L'opera d'arte del grande pittore Jean Fouquet, rifugge dalle coeve rappresentazioni artistiche dell'epoca, mettendo in scena un capolavoro pittorico. Questa "ma-donna" ostenta una ricchezza semantica nuova, una ma-donna moderna, del rinascimento, dal fascino ambiguo, seduttivo, anche con il suo bianco e amoroso pallore del corpo. Uno sbiancamento, più o meno diffuso, del leggero colorito dei volti che oggettivamente e iconologicamente sono riconducibili alla morte dei soggetti, e soggettivamente e iconograficamente, suscettibili di sfumature o implicazioni che vanno dal sentimentale all'appassionato o, per un accentuarsi dell'idea di languidezza, di associazioni che vanno dallo sfinimento alla morte (avea sul volto Il pallor della morte e la speranza, de "I Sepolcri" di Ugo Foscolo). L'opera, commissionata in memoria di Agnès Sorel da Carlo VII, esecutore testamentario dell'amata, apre all'interrogazione di stampo materialistico e meccanicistico. Tali interrogazioni, da una parte, contenevano elementi rasserenanti, ma dall'altra determinarono l'angoscia davanti al "nulla eterno", all'oblio che avvolge l'uomo, un abbandono, assopimento (con una sfumatura d'intensa dolcezza), di cui era consapevole Agnès.